# Finanz Business
Finanz Business (Untertitel: Das Magazin für professionelle Finanzberater) ist eine sechsmal jährlich erscheinende deutsche Fachzeitschrift für Versicherungen.
Finanz Business erscheint seit 3/2006 sechsmal jährlich; davor erschien sie seltener; die erste Ausgabe 1/2003 erschien noch unter dem Titel Finanzmagazin.
Das Magazin will über aktuelle Entwicklungen des Finanz- und Anlagemarkts informieren. Nach eigener Aussage richtet sich Finanz Business hauptsächlich an freie Finanzdienstleistungsvermittler, Finanzmakler, Investmentfondsberater, Vermögens- und Anlageberater und das Management in Fondsgesellschaften.
Herausgeber ist der Gabler Verlag / GWV Fachverlage GmbH in Wiesbaden. Geschäftsführer sind Ralf Birkelbach und Albrecht F. Schirmacher. Der Chefredakteur der Zeitschrift ist Bernhard Rudolf.